# Sayaka Akimoto
Sayaka Akimoto (jap. 秋元 才加 Akimoto Sayaka; ur. 26 lipca 1988 w prefekturze Chiba) – japońska idolka i aktorka, była członkini grupy wokalnej AKB48.

## Single
- Aitakatta
- Seifuku ga jama o suru
- Keibetsu shiteita aijō
- BINGO!
- Boku no taiyō
- Romance, irane
- Sakura no hanabiratachi 2008
- Baby! Baby! Baby!
- Ōgoe Diamond
- Iiwake Maybe

## Filmografia

### TV Drama
- Tadashii ōji no tsukurikata (TV Tokyo 2008) jako Kiryu Natsuki
- Salaryman Kintaro 2 (TV Asahi 2010) jako Torii Madoka
- Majisuka Gakuen (TV Tokyo 2010) jako Chokoku
- Arienai! (MBS 2010)  (odc. 5) jako sprzedawczyni w sklepie
- Sakura kara no tegami (NTV 2011)
- Majisuka Gakuen 2 (TV Tokyo 2011) jako Chokoku
- Meitantei Conan: Kudō Shin’ichi e no chōsenjō (NTV / YTV 2011) jako Sonoko Suzuki
- Asadora satsujin jiken (NHK 2012) jako Miho Niimi
- Taiga drama daisakusen (NHK 2012) jako Miho Niimi
- Hōsō hakubutsukan kikiippatsu (NHK 2013) jako Miho Niimi
- Discover Dead (Fuji TV 2013) (odc. 1)
- Garo: Makai no hana (2014) jako Bikū
- Oyaji no senaka (TBS 2014) (odc. 10)
- Kōun-chō kōhī-ya Koyomi (NHK 2015)
- Wakaretara suki na hito (Fuji TV 2015)

### Filmy
- Densen Uta (2007) jako Akari Matsuda
- High Kick Girl (2009)
- Super Gore Girl (2009)
- Documentary of AKB48: 1mm sami no mirai (2011) jako ona sama
- Documentary of AKB48: Show Must Go On (2012) jako ona sama
- Ultraman Saga (2012) jako Anna
- Doreiku: Boku to 23nin no Dorei (2013) jako Eia Arakawa
- Gekijoban Bikuu – Bikuu (2015) jako Bikuu
- Galaxy Kaido (2015)
- Mango to Akai Kurumaisu (2015) jako Ayaka Miyazono
- Snajper: koniec zabójcy (2020) jako Dama Śmierć